# Rennick Bay
Die Rennick Bay ist eine Bucht an der Oates-Küste des ostantarktischen Viktorialands. Sie liegt in der Mündungszone des Rennick-Gletschers in die Somow-See. Im Westen ist sie durch den Belousov Point und im Osten durch den Stuhlinger-Piedmont-Gletscher begrenzt. 
Der östliche Teil der Bucht wurde vom Forschungsschiff Terra Nova während der gleichnamigen Expedition (1910–1913) unter der Leitung des britischen Polarforschers Robert Falcon Scott entdeckt. Benannt ist sie nach Henry Edward de Parny Rennick (1881–1914), einem Schiffsoffizier bei dieser Forschungsreise. Erste Fotografien entstanden bei der Operation Highjump (1946–1947) und später bei der Zweiten Sowjetischen Antarktisexpedition (1956–1958).